# Plectranthus
Plectranthus is een geslacht van hoofdzakelijk tropische planten uit de lipbloemenfamilie (Lamiaceae). Enkele soorten worden gekweekt als kamer- en tuinplant.

## Soorten
- Plectranthus amboinicus
- Plectranthus arabicus
- Plectranthus argentatus
- Plectranthus aromaticus
- Plectranthus assurgens
- Plectranthus barbatus
- Plectranthus ciliatus
- Plectranthus cylindraceus
- Plectranthus eclonii
- Plectranthus edulis
- Plectranthus ernstii
- Plectranthus esculentus
- Plectranthus forsteri
- Plectranthus fruticosus
- Plectranthus lanuginosus
- Plectranthus madagascariensis
- Plectranthus nummularius
- Plectranthus oerthendahlii
- Plectranthus parviflorus
- Plectranthus pseudomarrubioides
- Plectranthus purpuratus
- Plectranthus wellwitischi
- Plectranthus verticillatus

... · 
P. amboinicus (Vijf-in-een-kruid) · 
P. arabicus · 
P. argentatu · 
P. forsteri · 
P. fruticosus · 
P. madagascariensis · 
P. parviflorus · 
P. verticillatus · 
...